# モクホア県

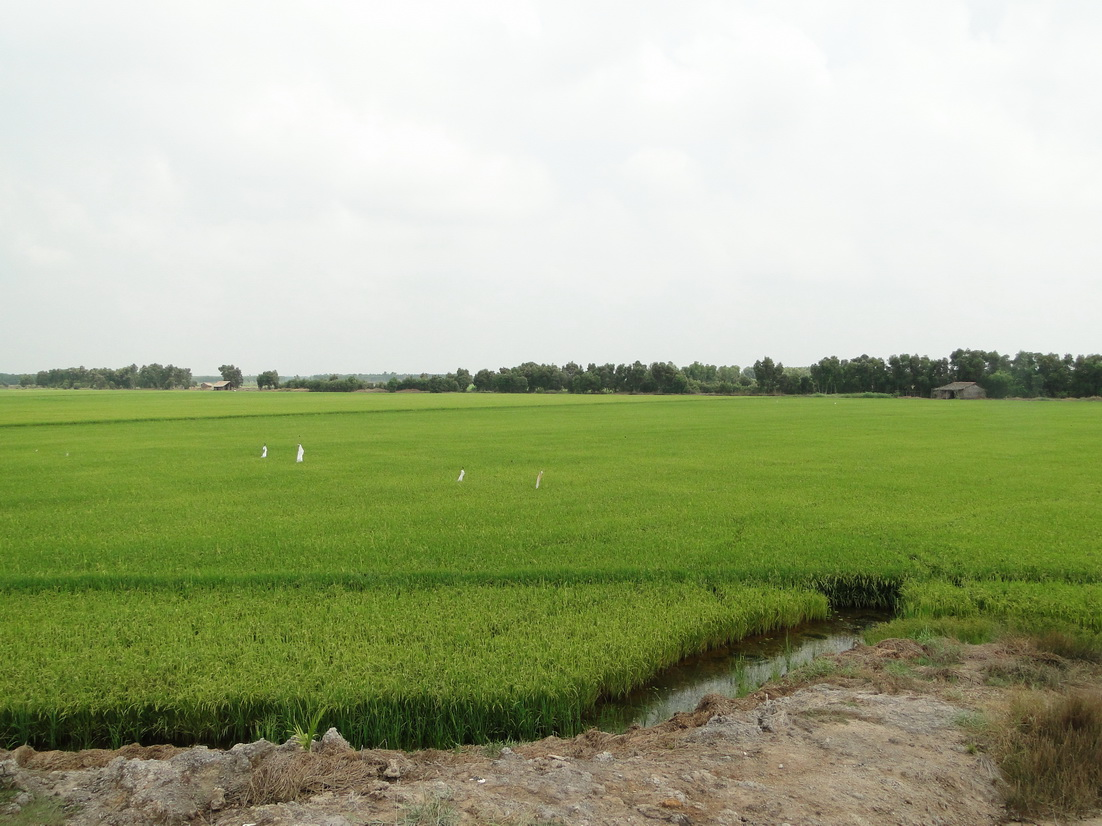
モクホアの田園地帯

モクホア県（モクホアけん、ベトナム語：Huyện Mộc Hóa / 縣沐化?）は、ベトナム社会主義共和国ロンアン省の県。面積は299.95 km²、人口は45,520人（2018年）である。

## 行政区画
1市鎮6社から構成される。